# Condicionamiento del miedo

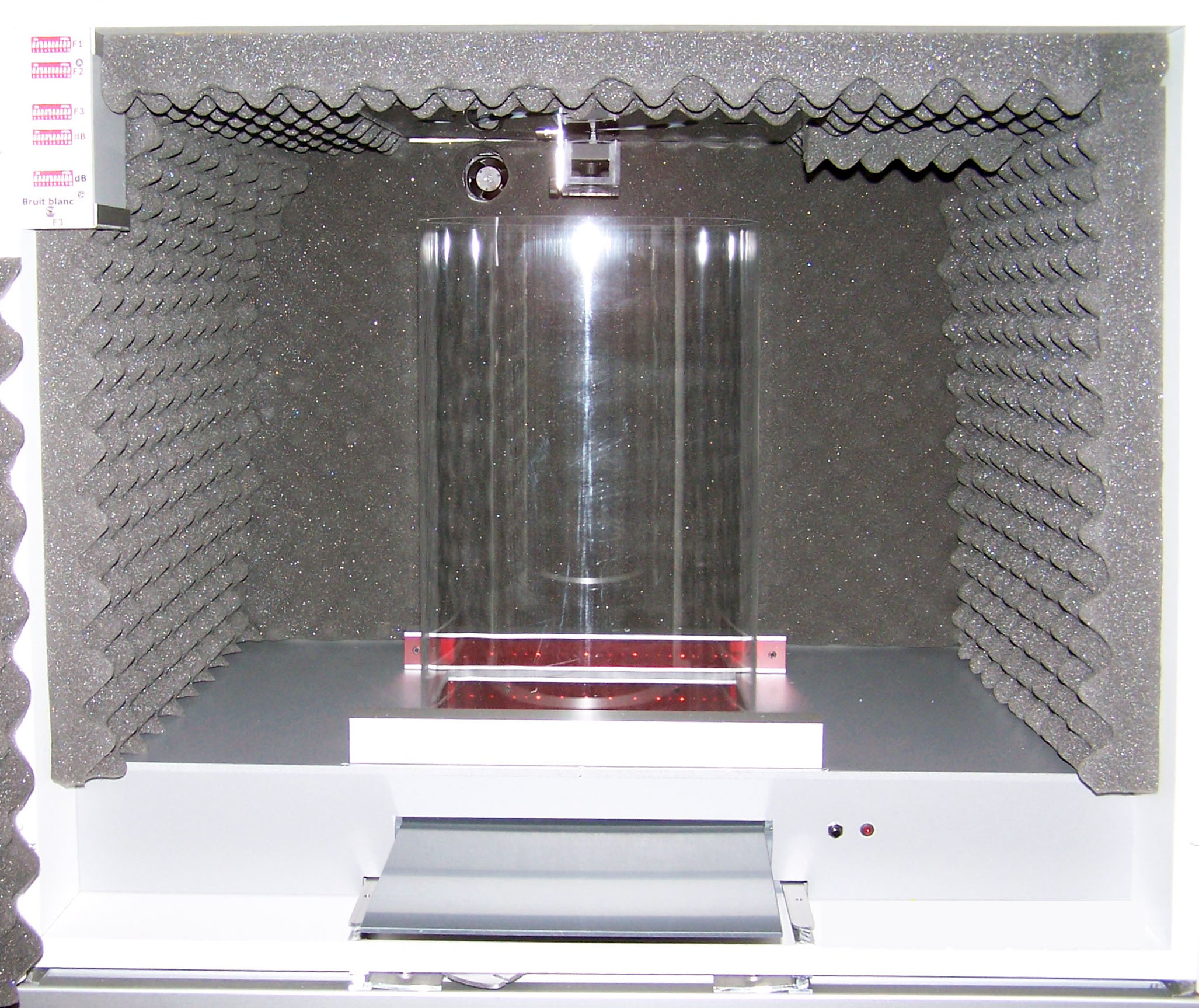
Imagen de condicionamiento del miedo

El condicionamiento del miedo (también conocido como supresión condicionada o respuesta emocional condicionada) es un aprendizaje dentro del condicionamiento clásico en el cual un estímulo llega a predecir la ocurrencia de un evento potencialmente aversivo, y genera en consecuencia respuestas fisiológicas y conductuales de miedo, que originalmente no generaba. A través del condicionamiento del miedo pueden llegar a reconocerse amenazas presentes en el medio ambiente que de forma innata no se reconocerían.

## El pequeño Albert
Un experimento paradigmático en cuanto al condicionamiento del miedo fue el llevado a cabo por John Broadus Watson junto con su ayudante Rosalie Rayner en un niño de once meses, conocido como el pequeño Albert.
El experimento consistía en provocar una reacción emocional de miedo en el niño ante la presentación de una rata blanca que inicialmente no provocaba en él ninguna reacción de temor. Para ello, Watson y Rayner presentaron en repetidas ocasiones la rata al pequeño Albert junto con un ruido fuerte provocado por una barra metálica que era golpeada a espaldas del niño. Con las repeticiones, el niño acabó por mostrar una conducta de miedo ante la mera presentación de la rata blanca. La conducta se generalizó posteriormente a otros estímulos similares a la rata blanca (un abrigo de piel, un conejo). 
La última fase del experimento, el descondicionamiento, nunca se llevó a cabo debido a que el pequeño Albert fue sacado de la unidad hospitalaria en que se encontraba antes de poder darle término.

## Consideraciones éticas
El experimento ha pasado a la historia de la psicología como uno de los más controvertidos, ya que inició el debate ético acerca de la investigación con sujetos humanos y los límites de la misma.

## Condicionamiento del miedo en otras especies animales
Otros experimentos han logrado condicionar el miedo en ratas. Véase, por ejemplo, el trabajo de B. G. Dias y K. J. Ressler.